# Süddeutsche Handballmeisterschaft 1965
Die Süddeutsche Handballmeisterschaft 1965 war die sechzehnte vom (SHV) Süddeutschen Handballverband  ausgerichtete Endrunde um die Süddeutsche Meisterschaft im Hallenhandball der Männer. Sie wurde vom 6. bis 13. Februar 1965 in Wiesloch (A), Balingen (B) und Offenburg (Endrunde) ausgespielt.

## Turnierverlauf

Landkarte Regionalverbände
Die beiden linken blauen Felder umfassten zu der Zeit den Bereich des Süddeutschen Handballverbandes SHV

Meister wurde der TC Frisch Auf Göppingen, der sich damit für die Endrunde zur Deutschen Meisterschaft 1965 in Offenburg qualifizierte, bei der die Göppinger die Deutsche Meisterschaft gewannen. Auch der Vizemeister SG Leutershausen war qualifiziert und belegte dort den 3. Platz.

### Modus
Teilnahmeberechtigt waren jeweils die Meister und Vizemeister von der Endrunde Baden, Verbandsliga Südbaden, Verbandsliga Württemberg und der Bayernliga. Es wurde eine Vorrunde in zwei Gruppen gespielt. Die zwei bestplatzierten Teams jeder Gruppe nahmen an der Endrunde zur Süddeutschen Meisterschaft teil. Meister und Vizemeister waren für die Endausscheidung zur Deutschen Meisterschaft qualifiziert.

### Teilnehmer
| Gruppe A - SG Leutershausen (M) - TuS Schutterwald - TSV Milbertshofen (BY) - VfL Oßweil | Gruppe B - TC Frisch Auf Göppingen - SG 07 St.Leon - SV 1899 Niederbühl - ESV München-Laim (BY) |  |

* Vorrundensieger fett gedruckt 

### Endrundentabelle
|    | Mannschaft                  | Spiele | Punkte |
| -- | --------------------------- | ------ | ------ |
| 1. | TC Frisch Auf Göppingen (M) | 3      | 6:0    |
| 2. | SG Leutershausen            | 3      | 4:2    |
| 3. | TuS Schutterwald            | 3      | 2:4    |
| 4. | SG 07 St.Leon               | 3      | 0:6    |

Süddeutscher Meister und für die Endrunde zur Deutschen Meisterschaft 1965 qualifiziert

Für die Endrunde zur Deutschen Meisterschaft 1965 qualifiziert

## Frauen
Süddeutsche Meisterschaft
- 1. 1. FC Nürnberg